# Prolina
Prolina (nazwa skrótowa Pro lub P) – organiczny związek chemiczny z grupy α-aminokwasów, zawierającym w swej strukturze pięcioczłonowy pierścień pirolidynowy. Enancjomer L proliny jest aminokwasem naturalnym, endogennym i glukogennym. Ze względu na obecność dodatkowego wiązania węgiel–azot jest czasem nazywana (chociaż niepoprawnie) iminokwasem (z punktu widzenia chemii nie jest iminą, lecz aminą drugorzędową). Punkt izoelektryczny, pI =  6,30.
Prolina ma słodki smak (jak większość aminokwasów).
Prolina jest składnikiem wielu białek, wpływającym w znacznym stopniu na ich strukturę trzeciorzędową. Struktura helisy alfa jest niemal pozbawiona proliny. Aminokwas ten obok swojej pochodnej – hydroksyproliny jest głównym składnikiem struktury helisy kolagenu. Przekształcenie proliny w hydroksyprolinę jest katalizowane przez hydroksylazę prolinową w obecności koenzymu – witaminy C. Zaburzenia tego procesu wskutek niedoboru witaminy C mogą prowadzić do szkorbutu. W mRNA prolina kodowana jest przez kodony CCU, CCC, CCA oraz CCG.

## Katabolizm
Katabolizm proliny zachodzi w mitochondriach. Nie ulega ona transaminacji i musi być najpierw przekształcona do glutaminianu.
Początkowo prolina utleniana jest do Δ1-pyrolino-5-karboksylanu, reakcja ta katalizowana przez dehydrogenazę prolinową, której koenzymem jest NAD+. Przekształca się on w γ-semialdehyd L-glutaminowy.
γ-semialdehyd L-glutaminowy ulega utlenieniu do L-glutaminianu przy udziale dehydrogenazy Δ1-pyrolino-5-karboksylowej (zwanej również dehydrogenazą semialdehydo-L-glutaminianowej), której koenzymem jest NAD+.

### Zaburzenia metaboliczne związane z katabolizmem proliny[2]
- Hiperprolinemia typu I - defekt metaboliczny dehydrogenazy prolinowej
- Hiperprolinemia typu II - defekt metaboliczny dehydrogenazy Δ1-pyrolino-5-karboksylowej